# Vivian Ramón Pita
Pour les articles homonymes, voir Ramón.
Vivian Ramón Pita est une joueuse d'échecs cubaine née le 2 mai 1963 à Santiago de Cuba, grand maître international féminin depuis 1998.
Au 1er avril 2023, elle est la quinzième joueuse cubaine avec un classement Elo de 2 084 points.

## Biographie et carrière
Grand maître international féminin depuis 1998, Vivian Ramón Pita a remporté huit fois le championnat de Cuba féminin de 1980 à 2000.
Vainqueur du championnat panaméricain d'échecs en 1996, elle a représenté Cuba lors des olympiades féminines d'échecs  à neuf reprises de 1984 à 2004 (en 1988, l'équipe féminine de Cuba finit huitième de l'olympiade).